# 蓝光 (电影)
《蓝光》（德語：Das blaue Licht）是一部由萊尼·里芬斯塔爾执导，贝拉·巴拉兹以及未被署名的Carl Mayer编剧的1932年黑白影片。这部电影中，萊尼·里芬斯塔爾扮演一个让人同情角色女巫 Junta。这影片拍摄于瑞士提契諾州Brenta山区和意大利萨伦蒂诺。